# Gonzalo Mastriani
Gonzalo Mathías Mastriani Borges (Montevidéu, 28 de abril de 1993), é um futebolista uruguaio que atua como atacante. Atualmente joga pelo Botafogo, emprestado pelo Athletico Paranaense.

## Carreira

### Cerro
Gonzalo Mastriani deu seus primeiros passos no Sauce, um dos clubes infantis do bairro Cerro, pertencente à Liga Atahualpa. Nessa equipa jogou toda a sua infância até que em 2006 acabou no Cerro, na pré-sétima categoria, depois de ter descartado jogar no Defensor Sporting, a sua primeira opção.
O bom atacante canhoto, que marcou 14 gols em seus 40 jogos com a camisa albiceleste na Primeira Divisão, não foi levado em conta por Roberto Donadoni, então o clube optou por emprestá-lo para que ganhasse experiência e filmasse em futebol italiano.
Com apenas seis meses na quarta divisão, o técnico Ricardo Ortiz o promoveu à Primeira Divisão para disputar os três últimos jogos do Torneio Clausura 2011 como titular.
Na primeira data do Torneio de Abertura de 2011 contra o Cerrito, ele apareceu entre os titulares, fazendo um grande jogo e marcando seu primeiro gol no primeiro.

### Parma
Após a polêmica saída do Cerro, time em que passou o último semestre sem jogar, fato que o levou a perder a Copa do Mundo Sub 20, Gonzalo Mastriani foi adquirido pelo Parma. A transferência deixou Cerro 700.000 euros, um valor bem abaixo do que ele pretendia.

### Crotone
Gonzalo Mastriani foi confirmado como novo jogador do Crotone, time da Série B do futebol italiano.

### Gorica
No início de 2014, Mastriani foi emprestado ao time esloveno do Gorica. No dia 29 de março, em partida contra o Koper, estreou no campeonato esloveno.  No dia 25 de maio, em partida contra o Celje, Gonzalo marcou seu primeiro gol pelo Gorica.

### Olhanense
Em 2014, Mastriani transferiu-se para o time português Olhanense por empréstimo. No dia 5 de outubro, em partida contra os reservas do Porto, estreou-se na Segunda Liga. No dia 11 de janeiro de 2015, num jogo frente ao Oliveirense , Gonzalo marcou o seu primeiro golo pelo Olhianense.

### Rentistas
Em 5 de agosto de 2015, após a falência do Parma, Mastriani retornou ao seu país de origem e assinou com o Rentistas.

### Tampico Madero
No verão de 2016, Mastriani foi emprestado ao time mexicano Tampico Madero. No dia 30 de julho, em partida contra o Potros UAEM, estreou pela Liga de Ascenso. No dia 28 de agosto, em partida contra o Loros Universidad, Gonzalo marcou seu primeiro gol pelo Tampico Madero.

### Alebrijes Oaxaca
Em 2017, Mastriani transferiu-se para o Alebrijes de Oaxaca, mas nunca estreou pelo clube.

### Sud América
Mastriani retornou mais uma vez ao Uruguai em 2017, para atuar pelo Sud América. No dia 19 de fevereiro, em partida contra o Defensor, estreou-se pela nova equipe. No dia 19 de março, em partida contra o Plaza Colonia, Gonzalo marcou seu primeiro gol pelo Sud América.
Matreani disputou 26 jogos da primeira divisão (três gols) na temporada de 2017.

### Boston River
Em 2018, Mastriani mudou-se para o Boston River. No dia 3 de fevereiro, em partida contra o River Plate, estreou-se pelo novo clube. No dia 3 de março, em partida contra o Cerro, Gonzalo marcou seu primeiro gol pelo Boston River.

### Guayaquil City
Em 2019 chegou ao futebol equatoriano para vestir a camisa do Guayaquil City, foi um dos artilheiros da temporada.
Em suas duas temporadas Mastriani marcou 24 gols nas 54 vezes em que entrou em campo.

### Barcelona de Guayaquil
Gonzalo Mastriani foi contratado em 21 de janeiro 2021, pelo Barcelona. A trasação girou em torno de $500 mil dólares por seu direitos.
Em 8 de maio de 2022, Mastriani anotou um hat-trick contra o Guayaquil City, no estádio Christian Benítez, jogo válido pela LigaPro.
Encerrou sua passagem Barcelona, onde também teve destaque, com 19 gols em 69 partidas, jogou 1.573 minutos e, em média, marca um gol a cada 175 minutos. Fundamental na conquista da primeira fase da Série A da LigaPro,ele perdeu espaço no time de Guayaquil. Porém, no time amarelo ele não mostrou seu melhor nível. Ele não conseguiu conquistar a posição de titular indiscutível, já que já alternou com Carlos Garcés como no início desta temporada e agora é substituto de Jhon Jairo Cifuente. Ele na Liga foi titular em 61% dos jogos, enquanto na Libertadores foi titular em 83% dos jogos. Já na Copa Sul-Americana foi titular em 67% das partidas.

### América Mineiro
Em agosto de 2022 foi confirmada sua transferência para o América Mineiro, com contrato até dezembro de 2025 por 60% de seu recorde.
Mastriani terminou sua primeira temporada pelo Coelho com apenas 11 partidas e um gol.
Mastriani foi o artilheiro do América no ano 2023, quando marcou 21 gols em 42 partidas disputadas.
Foi o artilheiro da Copa Sul Americana 2023 ajudando o América a chegar as quartas de final da competição, na fase de grupos marcou gols contra Defensa y Justicia e Peñarol,  marcou 2 gols contra o Colo-Colo nos Play-offs das oitavas de final e 3 gols contra o Red Bull Bragantino nas oitavas de final, na eliminação nas quartas de final marcou um gol contra o Fortaleza. Com 9 gols foi o artilheiro isolado do torneio.
Em 25 de janeiro de 2024, o América estreou e atropelou o Pouso Alegre, por 6 a 0, na Arena Independência pela primeira rodada do Campeonato Mineiro. Mastriani fez uma quina de golos.
Mastriani encerrou sua passagem pelo América com 55 jogos, com 28 gols e duas assistências.

### Athletico Paranaense
Em 29 de janeiro de 2024, o Athletico Paranaense anunciou a contratação de Gonzalo Mastriani, que assinou com o Furacão até o fim de 2026. A negociação foi finalizada por cerca de 2 e 3 milhões de dólares (algo em torno de R$ 9 milhões a R$ 14 milhões). Mastriani anotou um gol em sua estreia pelo Athletico-PR, na vitória por 4  a 0 sobre o PSTC, pela sexta rodada do Campeonato Paranaense, em 3 de fevereiro de 2024.
Encerrou a temporada sem ter o desempenho esperado, ele chegou com altas expectativas. Com a camisa do Athletico ele disputou 47 partidas, marcou 16 gols e deu cinco assistências. Apesar de não ter tido uma temporada brilhante, ainda terminou 2024 como artilheiro isolado do Furacão.

### Botafogo
No dia 31 de março de 2025, o Botafogo anunciou a contratação de Gonzalo Mastriani. O atacante chega por empréstimo até o fim do ano com opção de compra no fim do período.

## Seleção Uruguaia
Ele foi internacionalizado pela Seleção Uruguaia de Futebol Sub-20.

## Estatísticas

### Clubes
Actualizado na ultima partida disputada em 30 de julho de 2022.
[carece de fontes?]
| Clube                        | Div.          | Temporada     | Liga  | Liga | Copas nacionais | Copas nacionais | Copas internacionais | Copas internacionais | Total | Total |
| Clube                        | Div.          | Temporada     | Jogos | Gols | Jogos           | Gols            | Jogos                | Gols                 | Jogos | Gols  |
| ---------------------------- | ------------- | ------------- | ----- | ---- | --------------- | --------------- | -------------------- | -------------------- | ----- | ----- |
| Cerro · Uruguai              | 1.ª           | 2011-12       | 30    | 12   | Inexistentes    | Inexistentes    | Inexistentes         | Inexistentes         | 30    | 12    |
| Cerro · Uruguai              | 1.ª           | 2012-13       | 10    | 2    | Inexistentes    | Inexistentes    | Inexistentes         | Inexistentes         | 10    | 2     |
| Cerro · Uruguai              | Total         | Total         | 40    | 14   | 0               | 0               | 0                    | 0                    | 40    | 14    |
| Crotone · Itália             | 2.ª           | 2013-14       | 5     | 0    | —               | —               | Inexistentes         | Inexistentes         | 5     | 0     |
| Crotone · Itália             | Total         | Total         | 5     | 0    | 0               | 0               | 0                    | 0                    | 5     | 0     |
| Gorica · Eslovênia           | 1.ª           | 2013-14       | 9     | 1    | 0               | 0               | —                    | —                    | 9     | 1     |
| Gorica · Eslovênia           | Total         | Total         | 9     | 1    | 0               | 0               | 0                    | 0                    | 9     | 1     |
| Olhanense · Portugal         | 2.ª           | 2014-15       | 29    | 5    | Inexistentes    | Inexistentes    | Inexistentes         | Inexistentes         | 29    | 5     |
| Olhanense · Portugal         | Total         | Total         | 29    | 5    | 0               | 0               | 0                    | 0                    | 29    | 5     |
| Rentistas · Uruguai          | 1.ª           | 2015-16       | 23    | 5    | Inexistentes    | Inexistentes    | Inexistentes         | Inexistentes         | 23    | 5     |
| Rentistas · Uruguai          | Total         | Total         | 23    | 5    | 0               | 0               | 0                    | 0                    | 23    | 5     |
| Tampico Madero · México      | 2.ª           | 2016-17       | 12    | 1    | —               | —               | Inexistentes         | Inexistentes         | 12    | 1     |
| Tampico Madero · México      | Total         | Total         | 12    | 1    | 0               | 0               | 0                    | 0                    | 12    | 1     |
| Alebrijes de Oaxaca · México | 2.ª           | 2016-17       | 0     | 0    | —               | —               | Inexistentes         | Inexistentes         | 0     | 0     |
| Alebrijes de Oaxaca · México | Total         | Total         | 0     | 0    | 0               | 0               | 0                    | 0                    | 0     | 0     |
| Sud América · Uruguai        | 1.ª           | 2017          | 26    | 4    | Inexistentes    | Inexistentes    | Inexistentes         | Inexistentes         | 26    | 4     |
| Sud América · Uruguai        | Total         | Total         | 26    | 4    | 0               | 0               | 0                    | 0                    | 26    | 4     |
| Boston River · Uruguai       | 1.ª           | 2018          | 29    | 7    | Inexistentes    | Inexistentes    | 4                    | 1                    | 33    | 8     |
| Boston River · Uruguai       | Total         | Total         | 29    | 7    | 0               | 0               | 4                    | 1                    | 33    | 8     |
| Guayaquil City · Equador     | 1.ª           | 2019          | 28    | 14   | 4               | 2               | Inexistentes         | Inexistentes         | 32    | 16    |
| Guayaquil City · Equador     | 1.ª           | 2020          | 26    | 10   | 0               | 0               | Inexistentes         | Inexistentes         | 26    | 10    |
| Guayaquil City · Equador     | Total         | Total         | 54    | 24   | 4               | 2               | 0                    | 0                    | 58    | 26    |
| Barcelona S. C. · Equador    | 1.ª           | 2021          | 28    | 7    | 2               | 0               | 12                   | 1                    | 42    | 8     |
| Barcelona S. C. · Equador    | 1.ª           | 2022          | 16    | 6    | 1               | 0               | 11                   | 3                    | 28    | 9     |
| Barcelona S. C. · Equador    | Total         | Total         | 44    | 13   | 3               | 0               | 23                   | 4                    | 70    | 17    |
| América Mineiro · Brasil     | 1.ª           | 2022          | 0     | 0    | —               | —               | —                    | —                    | 0     | 0     |
| América Mineiro · Brasil     | Total         | Total         | 0     | 0    | 0               | 0               | 0                    | 0                    | 0     | 0     |
| Total carrera                | Total carrera | Total carrera | 271   | 74   | 7               | 2               | 27                   | 5                    | 305   | 81    |

## Títulos
Athletico Paranaense
- Campeonato Paranaense: 2024

### Prêmios individuais
- Seleção da Copa Sul-Americana: 2023[34]

### Artilharias
- Copa Sul-Americana de 2023: (9 gols)[34]

### Recordes
- Maior artilheiro do América Mineiro na Copa Sul-americana: 9 Gols